# Abdelkhalek Louzani
Abdelkhalek Louzani est un entraîneur marocain de football, né le 13 juillet 1945 à Essaouira et mort le 6 février 2021, au Maroc.

## Biographie
Abdelkhalek Louzani commence sa carrière de joueur dans sa ville natale, à l'ASS Essaouira, en deuxième division, de 1960 à 1963. Par la suite, il rejoint le RSC Anderlecht, en Belgique, avec lequel il remporte la coupe de belgique en 1965. Il joue ensuite pour le K Crossing VV Elewijt, pendant 10 ans, jusqu'en 1977, date à laquelle il part terminer sa carrière au ROC Charleroi-Marchienne. En parallèle, il avait fait des études pour devenir entraîneur. C'est ainsi qu'à Charleroi, à l'époque en D4, qu'il fait ses débuts dans l'entraînement.
Louzani rentre au Maroc en 1982. Sa carrière marocaine commence au Moghreb de Tétouan, jusqu'en 1983.
Abdelkhalek Louzani part ensuite à l'Olympique de Khouribga, où il connaît, aussitôt, son heure de gloire : il est vice-champion du Maroc, en 1984. Il enchaîne, ensuite, avec différents clubs, à commencer par le Fath de Rabat, en 1985-1986, le MAT, en 1986-1987, l'Ittihad de Tanger, en 1987-1988, et revient à Khouribga. Là, il décroche son deuxième titre de vice-champion national, en 1989. Il entraîne le Kawkab de Marrakech pendant deux saisons, de 1990 à 1992, avant d'être nommé sélectionneur de l'équipe du Maroc, par le roi Hassan II, au début des années 1990. Ainsi, en 1992, il succède à l'entraîneur allemand Werner Olk. Moins d'une année plus tard, Louzani sera démis de ses fonctions, au profit de Abdellah Blinda, qui qualifie le Maroc pour la Coupe du monde de 1994, aux États-Unis.
Après ce coup dur, Abdelkhalek Louzani entraîne, une nouvelle fois, l'OCK, récent finaliste de la Coupe du Trône de football sous la férule de Mehdi Faria. Avec le club khouribgui, Louzani remporte, en 1996, la Coupe arabe des vainqueurs de coupe, face à Al-Faisaly Club. Il perd, en 1997, la finale de la Supercoupe arabe, face à Al Ahly Club. Sa carrière reprend alors de plus belle, avec plusieurs intermèdes au FUS, en 1997-1998, au Club de Meknès, en 1998-1999, au Chabab de Mohammédia, de 1999 à 2001 et au Difaâ Hassani d'El Jadida, en 2001-2002.
Puis, Louzani prend en charge la Jeunesse sportive El Massira à deux reprises, de 2002 à 2004, puis, lors de la saison 2005/2006. Ironie de l'Histoire, lorsqu'il prend la tête du JSM, la toute première fois, c'est à la place de… Blinda. En janvier 2011, à la suite du limogeage d'Oscar Fullone, il est nommé à la tête du KAC de Kénitra, alors que le club est 15e, avec seulement 12 points. Il dirige les Kénitris lors des 15 dernières rencontres de la saison 2010/2011. Louzani est, par la suite, pour la quatrième fois de sa carrière,,, entraîneur de l'OCK. Il succède à Youssef Lemrini, alors que le club se morfond à la 11e place du classement, avec, notamment, seulement deux victoires, pour trois nuls et autant de défaites. Il déclare, à l'époque, que c'est « l'amour qu'[il] porte pour cette équipe [l]'a poussé à revenir à son chevet ». Mais Louzani ne dirige le club que lors de 3 rencontres de la saison 2011/2012. La direction le limoge, en effet, le 30 janvier 2012, après la défaite face à son ancien club (2004-2005) du Youssoufia de Berrechid (0-2) lors du tournoi Challenge Espoirs.

## Palmarès
- Avec l'Olympique de Khouribga :
  - Vainqueur de la Coupe arabe des vainqueurs de coupe en 1996.